# Nova Rosalândia
Nova Rosalândia är en kommun i Brasilien.   Den ligger i delstaten Tocantins, i den centrala delen av landet, 600 km norr om huvudstaden Brasília. Antalet invånare är 3 770.
Omgivningarna runt Nova Rosalândia är huvudsakligen savann. Runt Nova Rosalândia är det mycket glesbefolkat, med 5 invånare per kvadratkilometer.